# Kabinett Terauchi

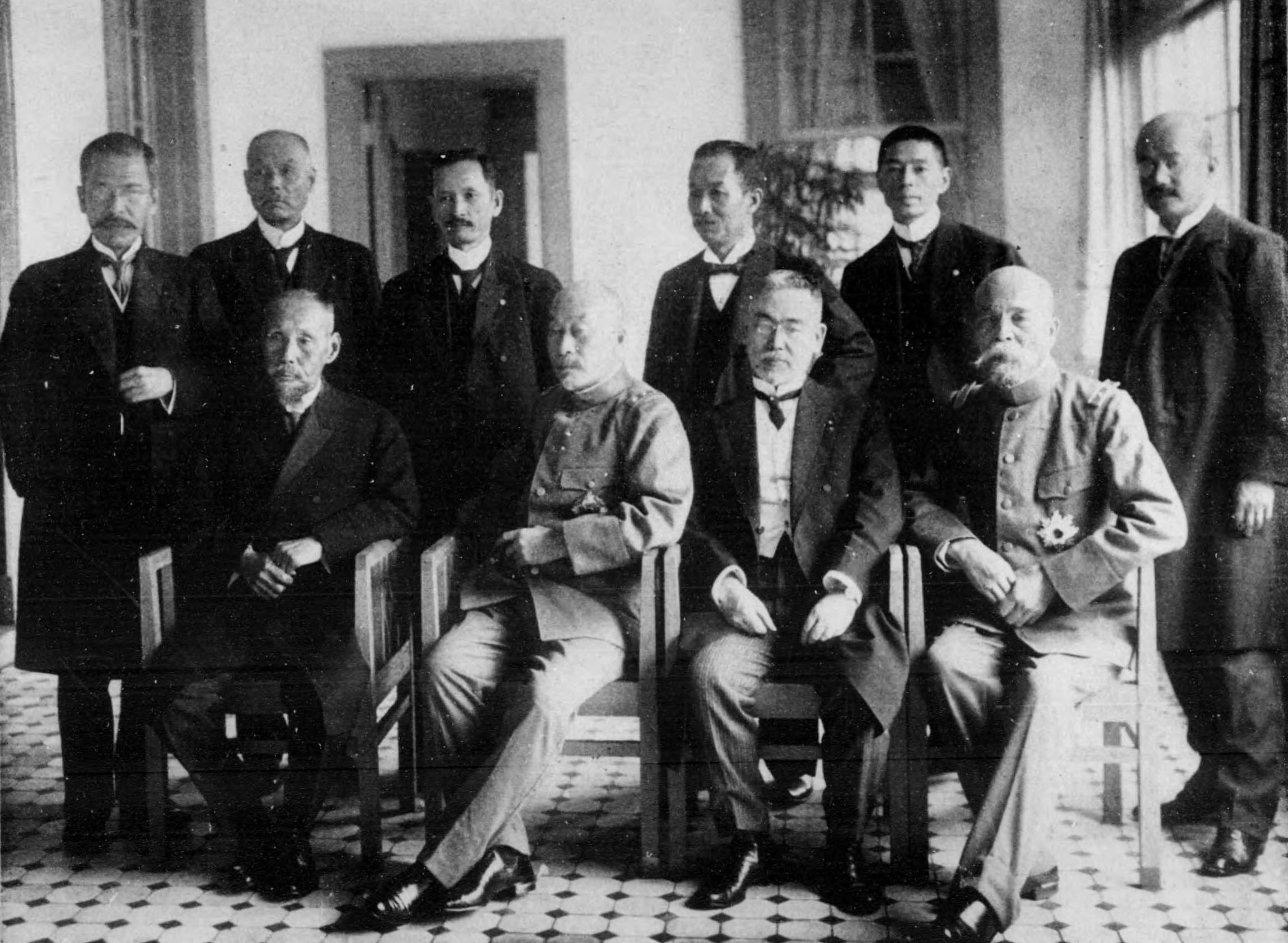
Stehend v. l.: Nakashōji Ren, Arimatsu Hideyoshi, Okada Ryōhei, Den Kenjirō, Ikebe Ryūichi (Sekretär des Premierministers), Kodama Hideo; sitzend v. l.: Matsumuro Itaru, Terauchi Masatake, Gotō Shinpei, Ōshima Ken'ichi; Aufnahme vom 9. Oktober 1916

Das Kabinett Terauchi (jap. 寺内内閣, Terauchi naikaku) regierte Japan unter Führung von Premierminister Terauchi Masatake vom 9. Oktober 1916 bis zum 29. September 1918.
| Amt                                    | Name                                    | Kammer (Wahlkreis) | Fraktion |
| -------------------------------------- | --------------------------------------- | ------------------ | -------- |
| Premierminister                        | Terauchi Masatake                       |                    |          |
| Außenminister                          | Terauchi Masatake bis 21. November 1916 |                    |          |
| Außenminister                          | Motono Ichirō bis 23. April 1918        |                    |          |
| Außenminister                          | Gotō Shimpei bis 19. November 1918      |                    |          |
| Innenminister                          | Gotō Shimpei bis 23. April 1918         |                    |          |
| Innenminister                          | Mizuno Rentarō bis 29. September 1918   |                    |          |
| Finanzminister                         | Terauchi Masatake bis 6. Dezember 1916  |                    |          |
| Finanzminister                         | Katsuta Kazue bis 29. September 1918    |                    |          |
| Heeresminister                         | Ōshima Ken’ichi                         |                    |          |
| Marineminister                         | Katō Tomosaburō                         |                    |          |
| Justizminister                         | Matsumuro Itaru                         |                    |          |
| Kultusminister                         | Okada Ryōhei                            |                    |          |
| Minister für Landwirtschaft und Handel | Nakakōji Ren                            |                    |          |
| Minister für Kommunikation             | Den Kenjirō                             |                    |          |

## Andere Positionen
| Amt                        | Name               |
| -------------------------- | ------------------ |
| Chefkabinettssekretär      | Kodama Hideo       |
| Leiter des Legislativbüros | Arimatsu Hideyoshi |